# 네루다 (영화)
《네루다》(영어: Neruda)는 2016년 8월에 개봉한 파블로 라라인 감독의 드라마 영화이다. 노벨상 수상 시인 파블로 네루다의 전기 영화이다.
2016년 칸 영화제 감독주간(Directors' Fortnight)에서 최초 상영됐다. 제89회 아카데미상 외국어영화상 부문 출품작이다.

## 줄거리
1946년 칠레에서 공산당의 지지를 받아 대통령에 당선된 가브리엘 곤살레스 비델라가 돌연 공산당을 탄압하기 시작하면서 이야기가 시작된다. 전직 대사이자 유명 시인인 파블로 네루다는 이에 맞서 목소리를 높이며 위험에 처하게 된다. 네루다는 아내 델리아와 함께 아르헨티나로 도피하려 하지만 국경에서 저지당하고 은신 생활을 시작한다.
젊은 경찰 오스카르 펠루초네우는 네루다를 체포하라는 명령을 받고, 그를 이해하기 위해 네루다의 삶과 시를 파고든다. 한편 네루다는 곳곳에 깜짝 등장하여 자신의 시집을 남기며 저항을 조직한다. 펠루초네우는 계속해서 네루다의 뒤를 쫓지만 매번 한 발짝씩 늦는다. 추격이 점점 좁혀져 오자, 네루다의 친구들은 밀수업자들을 통해 그를 말에 태워 국경을 넘도록 돕는다.
델리아는 붙잡혀 펠루초네우의 심문을 받는다. 그녀는 모든 이야기에는 주인공이 있으며, 이 이야기에서 경찰은 조연일 뿐이라고 말한다. 델리아의 말은 펠루초네우의 정체성에 대한 불안감을 자극한다. 그녀는 네루다의 시와 정치적 헌신은 현실이고 영원할 것이지만, 펠루초네우는 허구에 불과하다고 말하며 그의 자신감을 무너뜨린다.
네루다 일행이 눈 덮인 산을 넘어 국경으로 향하는 동안, 펠루초네우는 뒤쫓지만 결국 따라잡지 못한다. 그는 원주민 동료들에게 맞아 죽고 눈 덮인 산 꼭대기에서 발견된다. 펠루초네우의 현실은 끝을 맺고 허구 속으로 녹아든다. 네루다는 파리로 건너가 친구 파블로 피카소의 환영을 받으며 언론의 주목을 받는다. 기자회견에서 네루다는 펠루초네우의 이름을 언급하며 그가 기억 속에 살아 있도록 한다.

## 출연

### 주연
- 가엘 가르시아 베르날 - 오스카르 펠루초네아우
- 루이스 그네코 - 파블로 네루다
- 메르세데스 모란 - 델리아 델카릴

### 조연
- 에밀리오 구티에레즈 카바 - 파블로 피카소
- 디에고 무노즈 - 마르티네스
- 알레한드로 고익 - 호르헤 벨레트
- 파블로 데르키 - 빅토르 페이
- 마르셀로 알론소 - 페페 로드리게스
- 알프레도 카스트로 - 가브리엘 가르시아 비델라
- 프란시스코 레예스 - 비앙키
- 하이메 바델 - 아르투로 알레산드리
- 안토니아 제거스
- 빅터 몬테로
- 마르시알 태글
- 암파로 노구에라
- 크리스티안 캄포스

## 기타
- 시각효과: 토마스 로카